# Giorgos Stamoulis
Giorgos Stamoulis (griechisch Γιώργος Σταμούλης, * 26. September 1998) ist ein griechischer Leichtathlet, der im Langstrecken- und Hindernislauf an den Start geht.

## Sportliche Laufbahn
Erste internationale Erfahrungen sammelte Giorgos Stamoulis im Jahr 2022, als er bei den Balkan-Meisterschaften in Craiova in 9:00,39 min die Bronzemedaille über 3000 m Hindernis hinter dem Türken Hilal Yego und Bruno Belčić aus Kroatien gewann. 
In den Jahren 2021 und 2022 wurde Stamoulis griechischer Meister im 3000-Meter-Hindernislauf sowie 2023 im 5-km-Straßenlauf.

## Persönliche Bestleistungen
- 5000 Meter: 14:36,62 min, 1. Mai 2022 in Athen
- 3000 m Hindernis: 8:48,79 min, 28. Mai 2022 in Oordegem